# 魯特琴歌
魯特琴歌是一种文艺复兴中后期与巴洛克早期的音乐形式。一般由一位歌手演奏自己的魯特琴，虽然有时的表演形式是一位歌手与一位魯特琴弹奏着共同表演。低音的维奥尔琴经常被用来支持低音线的表现。